# Клаус Воверайт
Клаус Воверайт (нім. Klaus Wowereit; нар. 1 жовтня 1953, Західний Берлін) — німецький політик, бургомістр Берліна з 2001 до 2014 року, голова бундесрату в 2001–2002 роках, після відставки Курта Бека був керівником федеральної землі, який найдовше перебував на посаді, відкритий гей.

## Біографія
Народився в берлінському районі Темпельгоф в простій сім'ї прусськів литовців вихідців зі Східної Пруссії, молодший із п'ятьох дітей, ріс без батька. Прізвище Воверайт балтійського (давньопрусського) походження і означає «білченя».
1973 року закінчив школу імені Ульріха фон Гуттена (нім. Ulrich-von-Hutten-Oberschule), потім вивчав право у Вільному університеті Берліна. Тоді ж вступив до лав Соціал-демократичної партії Німеччини (СДПН). 1979 року склав юридичний державний іспит, після чого почав роботу при сенаторі внутрішніх справ у Берліні. 1981 року склав другий державний іспит.

## Політична кар'єра
З 1984 до 1994 року був муніципальним радником з освіти та культури берлінського району Темпельгоф. 1995 року обраний до міського парламенту Берліна, ставши заступником голови фракції СДПН. 1999 року був переобраний і став головою міської парламентської фракції СДПН.
16 червня 2001 обраний бургомістром Берліна. Переобраний 2006 року. На цій посаді Клаус Воверайт активно працював у галузі культури і туризму (зокрема над проведенням Чемпіонату світу з футболу 2006 року і Берлінського кінофестивалю). Унаслідок цього Берлін став третім за відвідуваністю туристами європейським містом після Парижа і Лондона. Водночас за період його правління економічні показники міста погіршилися.
З 2001 до 2002 року був головою бундесрату, з цим періодом діяльності пов'язаний скандал про прийняття закону про імміграцію. Активно підтримує ініціативи руху за права сексуальних меншин.
У німецькій пресі іноді згадувався як майбутній потенційний кандидат від СДПН на посаду канцлера Німеччини.
Клаус Воверайт відкрито заявив про свою гомосексуальну орієнтацію в ході виборів 2001 року. Його фраза «Я гей, і це добре!» (нім. Ich bin schwul und das ist auch gut so) стала в Німеччині крилатою. У пресі зустрічались також і інші варіанти перекладу цієї фрази — «Я гей, і добре, що це так» і «Я гей, ну й добре!».
Воверайт також є автором характеристики Берліна як «бідний, але сексуальний» (нім. Arm, aber sexy).
26 серпня 2014 року Воверайт оголосив про вихід у відставку. На пресконференції у Берліні він сказав, що залишить посаду бургомістра 11 грудня 2014 року .
З 1993 року живе з нейрохірургом Йорном Кубіцьким (нім. Jörn Kubicki).

## Нагороди
Кавалер Великого хреста ордена За заслуги перед Італійською Республікою (2006).